# Acra (fortaleza)
Acra (em hebraico: חקרא; em grego: Aκρα) era um complexo fortificado em Jerusalém, construído por Antíoco Epifânio logo após ter saqueado a cidade, em 168 a.C. A fortaleza desempenhou um papel significativo nos eventos relacionados à Revolta dos Macabeus, e à formação do Reino Asmoneu. Foi destruída por Simão Macabeu durante este conflito.
A localização exata da Acra, crítica para a compreensão da Jerusalém helenística, continua a ser tema de debate. Historiadores e arqueólogos propuseram diversos sítios em torno da cidade, com base principalmente em conclusões extraídas das evidências literárias. Este enfoque só começou a mudar diante das novas escavações, iniciadas no fim da década de 1960; novas descobertas provocaram a reavaliação das fontes literárias da Antiguidade, da geografia de Jerusalém e dos artefatos que haviam sido descobertos anteriormente. O arqueólogo israelense Yoram Tsafrir interpretou uma junta de alvenaria encontrada no canto sudeste do monte do Templo como uma pista para a provável localização da Acra. Durante as escavações de 1968 e 1978, realizadas pelo historiador israelense Benjamin Mazar na área adjacente ao muro sul do monte, foram descobertas evidências que podem estar relacionadas com a Acra, incluindo aposentos que se assemelham a casernas, e uma imensa cisterna.
O termo acra, no grego antigo, era utilizado para descrever outras estruturas fortificadas durante o período helenístico. Esta acra frequentemente é chamada de Acra Selêucida, para diferenciá-la de outras referências que descrevem a Baris ptolemaica como uma acra, bem como do bairro de Jerusalém que herdou este nome.

## História

### Contexto

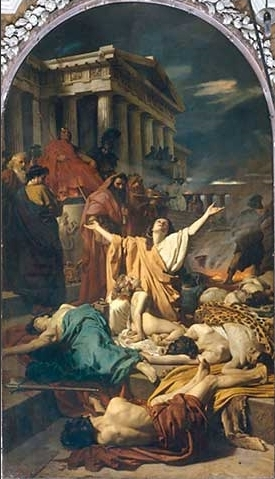
O Martírio dos Macabeus (1863), de Antonio Ciseri, mostrando um episódio da perseguição aos judeus empreendida por (sentado)

Depois da morte de Alexandre, o Grande, em 323 a.C., a Judeia passou a ser disputada pelo Reino Ptolemaico do Egito, e pelo Império Selêucida, baseado na Síria e na Mesopotâmia. A vitória do imperador selêucida Antíoco III sobre o Egito na Batalha de Pânio colocou a região sob o domínio daquele império. A população judaica de Jerusalém auxiliou Antíoco durante seu cerco a Baris, a sede fortificada da guarnição egípcia em Jerusalém, e seu apoio foi recompensado com um decreto que afirmava a autonomia religiosa judaica, banindo inclusive estrangeiros e animais impuros dos recintos do Templo, e a alocação de fundos oficiais para a manutenção de determinados rituais religiosos realizados no Templo. Apesar da liberdade religiosa, diversos judeus foram atraídos e passaram a adotar elementos do modo de vida prestigioso e influente dos gregos. A cultura imperial oferecia um caminho para a promoção política e material, o que levou à formação de elites helenísticas entre a população judaica. Esta helenização produziu tensões entre os judeus praticantes e seus irmãos que haviam assimilado a cultura grega.
Antíoco IV Epifânio subiu ao trono selêucida em 175 a.C.. Pouco tempo depois, o imperador recebeu uma petição de um Jasão, para que fosse indicado ao cargo de Sumo Sacerdote de Israel - cargo que era ocupado por seu irmão, Onías III. Jasão, ele próprio profundamente helenizado, prometia aumentar o tributo pago pela cidade ao império, e organizá-la segundo a infraestrutura típica de uma pólis grega, incluindo um ginásio e um efébio. Jasão recebeu o cargo, porém após três anos o ocupando foi removido dele pelo próprio Antíoco, e obrigado a fugir para Amon. Neste meio tempo, Antíoco IV iniciou duas invasões do Egito, em 170 e 169 a.C., nas quais derrotou os exércitos ptolemaicos. As vitórias de Antíoco, no entanto, foram efêmeras. Sua intenção de unificar os reinos selêucida e ptolemaico chamaram a atenção do Estado romano, que vinha de expandindo com rapidez, e os romanos exigiram que Antíoco removesse suas tropas do Egito. Com Antíoco ocupado no Egito, espalhou-se por Jerusalém um falso rumor de que ele havia sido morto. Diante da situação incerta que se seguiu, Jasão reuniu um destacamento de 1 000 seguidores e tentou conquistar Jerusalém à força. Embora o ataque tenha sido repelido, quando as notícias do confronto chegaram a Antíoco, no Egito, ele passou a suspeitar que seus súditos judeus estariam se aproveitando de seus reveses para se revoltar contra ele. Em 168 a.C. Antíoco Epifânio marchou para Jerusalém e a atacou, saqueando o tesouro do Templo e matando milhares de seus habitantes. Contrariando a política de seu pai, Antíoco IV promulgou decretos que baniram rituais tradicionais judaicos, e perseguiu judeus praticantes. Os rituais do Templo deixaram de ser realizados, bem como foram proibidas a observação do sabá e a circuncisão.

### Construção
Para consolidar seu domínio sobre a cidade, monitorar os acontecimentos no monte do Templo e proteger os judeus helenizados, Antíoco estabeleceu uma guarnição selêucida em Jerusalém:
"Cercaram a Cidade de Davi com uma grande e sólida muralha, com possantes torres, tornando-se assim ela sua fortaleza. Instalaram ali uma guarnição brutal de gente sem leis, fortificaram-se aí; e ajuntaram armas e provisões. Reunindo todos os espólios do saque de Jerusalém, ali os acumularam. Constituíram desse modo uma grande ameaça."— I Macabeus 1:33-35
O nome "Acra" tem origem na palavra ἄκρος, vocábulo do grego antigo que significa "o que está no ponto mais alto" (como em acrópole) e designava um local fortificado situado numa posição alta, sobre a cidade. Em Jerusalém, o termo passou a simbolizar o paganismo antijudaico, e foi descrita como uma fortaleza de "ímpios e maus". Dominando tanto a cidade quanto o campo ao seu redor, foi ocupada não só por um destacamento grego, mas também pelos seus confederados judaicos.
A repressão das práticas e tradições religiosas judaicas levada a cabo pelos selêucidas encontrou considerável resistência entre a população nativa. Enquanto Antíoco esteve ocupado no Oriente durante o ano de 167 a.C., um sacerdote de origem rural chamado Matatias de Modiin, iniciou uma rebelião contra o império. Tanto a administração selêucida como a facção local helenizada dos judeus não compreenderam a magnitude da revolta. Em 164 a.C. Judas Macabeu libertou Jerusalém e reconsagrou o Templo; por outro lado, Acra conseguiu resistir. Macabeu sitiou a fortaleza, e os habitantes desta apelaram pela ajuda de Antíoco V, o então imperador selêucida. Um exército selêucida foi enviado para tentar conter a revolta; quando este sitiou Bete-Zur, Macabeu viu-se obrigado a abandonar seu cerco à Acra e enfrentar Antíoco em combate. Na Batalha de Bete-Zacarias, que se seguiu, os selêucidas lograram sua primeira vitória sobre os macabeus, e estes foram obrigados a recuar suas tropas. Poupada da rendição, Acra continuou a funcionar como um bastião selêucida por mais 20 anos, durante os quais presenciou diversas tentativas, por parte dos asmoneus, de expulsar dali a guarnição grega.

### Destruição
Judas, morto em 160 a.C., foi sucedido por seu irmão, Jônatas Macabeu, que tentou construir uma barreira para interromper as linhas de abastecimento de Acra. Jônatas já havia reunido soldados suficientes para empreender uma invasão quando foi obrigado a enfrentar o exército do general selêucida Diódoto Trifão, em Citópolis. Depois de convidar Jônatas para um encontro amistoso, Trifão o aprisiona e assassina. Sucedeu-lhe seu outro irmão, Simão Macabeu, que sitiou e finalmente capturou a Acra em 141 a.C..
As fontes primárias apresentam informações sobre o destino derradeiro de Acra, embora os relatos existentes sejam contraditórios entre si em alguns pontos. De acordo com o historiador judaico-romano Flávio Josefo, Simão teria destruído Acra após expulsar seus habitantes, e então usado o monte sobre o qual ela se encontrava como uma pedreira, a fim de deixá-lo mais baixo do que o monte do Templo, purgar a cidade de sua terrível memória e negar sua utilização a qualquer um que viesse a ocupar Jerusalém. Já o relato do Primeiro Livro dos Macabeus, um dos livros deuterocanônicos da Bíblia, apresenta uma versão diferente: "[Simão] fortificou a montanha do templo do lado da cidadela e habitou ali com os seus" (I Macabeus 13:53). Nesta versão, Simão não teria demolido imediatamente Acra, mas sim a ocupado e provavelmente até mesmo morado nela. O livro não revela, no entanto, seu destino derradeiro. A fortaleza havia sido construída como um baluarte interno, que servia para monitorar e controlar Jerusalém e sua população. Caso tenha sido situada na Cidade de Davi, como a maior parte dos estudiosos acredita, sua localização teria sido pouco efetiva na defesa contra possíveis ameaças externas. Assim, pode ter caído em desuso, sendo eventualmente demolida no final do século II a.C., após a construção do Palácio e da Baris dos Asmoneus, na cidade alta de Jerusalém.
Bezalel Bar-Kochva, da Universidade de Tel Aviv, apresenta uma teoria diferente: Acra ainda estaria de pé em 139 a.C., quando Antíoco VII Sideta exige que Simão a devolva, juntamente com Jafa e Gezer, duas cidades helenizadas que haviam sido capturadas pelo macabeu. Simão aceitou discutir a questão das duas cidades, porém não fez qualquer menção à Acra. Foi neste momento que ele provavelmente selou seu destino, ao negar aos selêucidas qualquer reivindicação futura a Jerusalém. Assim, quando Antíoco VII subjugou a cidade, durante o reinado de Hircano I, todas as suas exigências foram atendidas - exceto a que determinava que uma guarnição selêucida fosse estabelecida na cidade. Hircano poderia então rejeitar esta exigência, e Antíoco seria obrigado a desistir dela, pelo motivo de que não existiria mais um local adequado para alojar esta guarnição, na medida em que Acra não mais existia. Esta explicação situaria a destruição de Acra algures da década de 130 a.C.

## Localização

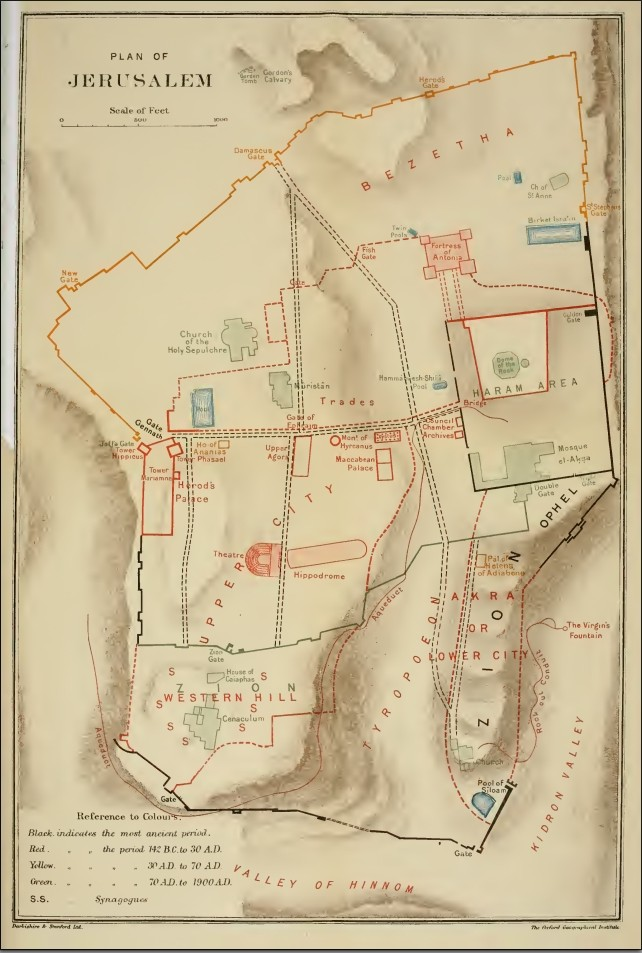
Mapa de Jerusalém de 1903, identificando "Acra" como todo o monte sudeste

A localização da Acra é importante para a compreensão de como os eventos se desenrolaram em Jerusalém durante o confronto entre as forças macabeias e selêucidas. Este tema tem sido alvo de longo debate entre os acadêmicos modernos. A descrição antiga mais detalhada sobre a natureza e a localização da Acra esta na Antiguidades dos Judeus, de Flávio Josefo, onde é descrita como "situada na Cidade Baixa, sobre um morro que tem vista para o recinto do Templo:
"Mandou queimar os mais belos edifícios, destruiu as muralhas e construiu, na Cidade Baixa, uma fortaleza com grandes torres, as quais dominavam o Templo, e lá colocou uma guarnição de macedônios, entre os quais estavam vários judeus, tão maus e ímpios que não havia males que não infligissem aos habitantes."— Flávio Josefo, Antiguidades Judaicas Livro XII, 7.465
A localização da "parte baixa da cidade", referida em diversos lugares como a "Cidade Baixa", era tida como sendo, na época de Josefo (século I a.C.), o monte situado no sudeste de Jerusalém, o centro urbano original tradicionalmente conhecido como Cidade de Davi. Localizada ao sul do monte do Templo, a área exposta nos dias de hoje é significativamente mais baixa que o próprio monte, cujo topo está a 30 metros acima do nível do solo, na muralha meridional erguida durante a expansão do recinto do Templo realizada durante o período herodiano. A elevação diminui, ao sul deste ponto. Josefo, natural de Jerusalém, seguramente conheceria esta discrepância, e explica o fato descrevendo como Simão teria destruído tanto a Acra quanto o monte sobre o qual ela se localizava. Pesquisas arqueológicas feitas ao sul do Monte do Templo, no entanto, não encontraram evidências de uma remoção tão grande de material naquele local. Pelo contrário, as escavações ali mostraram evidências significativas de habitações no local, desde o primeiro milênio antes de Cristo até o período romano, o que colocou em xeque a hipótese de que durante o período helenístico a área seria significativamente mais alta do que era no período de Josefo, ou de que ali tivesse existido um grande morro que posteriormente foi removido. Isto levou diversos pesquisadores a desconsiderar o relato de Josefo e sua localização da Acra, e sugerirem diversas localizações alternativas. Desde 1841, quando Edward Robinson propôs a área próxima à Igreja do Santo Sepulcro como sendo o sítio da Acra, pelo menos nove outros locais diferentes ao redor da Cidade Antiga de Jerusalém já foram propostos.
Porém, em 3 de novembro de 2015, a Autoridade de Antiguidades de Israel desenterrou, debaixo do que uma década atrás era um estacionamento pavimentado,  uma colina artificial composta por várias camadas de terra deixadas por sucessivas culturas, que seriam os muros da cidade. O local, que tem uma área com comprimento estimado em mais de 250 metros e uma largura de 60 metros, fica do lado de fora dos muros da Cidade Velha e dá vista para um vale ao sul, uma área na qual, segundo os arqueólogos, a construção de Jerusalém se concentrou nos tempos do rei bíblico Davi. Antíoco, que viveu entre 215 e 164 a.C., escolheu o local para Acra para poder controlar a cidade e monitorar a atividade no templo judeu.

### Monte ocidental
Diversos estudiosos tentaram situar a Acra na Cidade Alta, sobre o monte ocidental de Jerusalém, na região ocupada atualmente pelo Bairro Judeu da Cidade Velha. Estas teorias procuram localizar a Acra dentro da "Antioquia", a pólis helenística estabelecida em Jerusalém de acordo com o Segundo Livro dos Macabeus. Esta hipotética nova cidade teria tido um planejamento hipodâmico, e portanto necessitava de uma extensão plana de terra que só poderia ser encontrada no monte ocidental. Além disso, a colina oriental do monte é adjacente ao monte do Templo, e mais elevada que ele - duas características atribuídas à fortaleza selêucida.
Os opositores desta teoria apontam que existem pouquíssimas evidências arqueológicas ou históricas que indiquem o estabelecimento de uma pólis helenística dentro de Jerusalém, muito menos situada sobre o monte ocidental, que parece ter sido povoado de maneira apenas esparsa durante o período helenístico. Escavações realizadas no Bairro Judeu atual mostram evidências de habitação na região que datam do Período do Primeiro Templo, bem como indícios de povoamento durante os períodos asmoneu e herodiano, porém sem qualquer evidência de ocupação helenística. Estudos feitos a partir de pedaços de ânforas originárias de Rodes encontrados na cidade revelaram que 95% destes pedaços foram escavados na Cidade de Davi, indicando que a cidade ainda não havia se expandido para o oeste durante o domínio selêucida. O monte ocidental também é separado do monte do Templo e da Cidade de Davi pelo profundo Vale do Tiropeon - uma nítida desvantagem tática para qualquer tropa que estivesse localizada ali e precisasse intervir em eventos ocorridos dentro dos recintos do templo ou nos setores mais populosos da cidade, a leste.

### Norte do Templo
A Acra não foi o primeiro bastião helenístico em Jerusalém. Fontes indicam que uma cidadela anterior, a Baris ptolemaica, também havia ocupado um local do qual se podia avistar os recintos do Templo. Embora a localização exata da Baris ainda seja discutida, geralmente aceita-se que tenha sido situado a norte do monte do Templo, no sítio ocupado posteriormente pela Fortaleza Antônia. A Baris foi conquistada por Antíoco III na virada do século II a.C., e está ausente de todos os relatos da Revolta Macabeia. Apesar das narrativas que afirmam que a construção da Acra teria ocorrido durante um período muito curto de tempo, ela parecia ser formidável o suficiente para suportar grandes períodos de sítio. Estes fatores, juntamente com referências na qual a própria Baris é chamada de uma acra, fizeram com que alguns autores sugerissem que a Baris a Acra seriam, na realidade, a mesma estrutura. Embora tanto o Primeiro Livro dos Macabeus quanto Josefo pareçam descrever a Acra como uma construção nova, este pode não ter sido o caso. Antiguidades dos Judeus, 12:253, pode ser interpretado como tendo o sentido de que os "ímpios e maus" teriam "permanecido", e não "morado", na cidadela, o que poderia indicar que a Acra já existia anteriormente à revolta, e que apenas a fortificação macedônia seria nova.
Para o historiador belga Koen Decoster, Josefo teria escrito sobre "uma cidadela na parte baixa da cidade" a um público que estaria familiarizado com a Jerusalém do século I d.C. - uma cidade que tinha duas cidadelas, a Fortaleza Antônia e o Palácio de Herodes. Como a Jerusalém romana de Josefo já havia se expandido rumo ao monte ocidental, "uma cidadela na cidade baixa" poderia ter se referido a qualquer local situado a leste do Vale de Tiropeu, incluindo a Antônia, que ficava a norte do Templo e se elevava sobre ele, dominando o horizonte. Sob este ponto de vista, este poderia ser o lugar que Josefo tinha em mente quando falava sobre a Acra.
Opositores de uma localização a norte da Acra afirmam que esta teoria não teria evidências históricas para embasá-la, e que isto faria com que a Acra estivesse muito afastada do centro da população de Jerusalém naquele período, já que, ao contrário das cidadelas que o antecederam e sucederam, a Acra não tinha como intenção servir de defesa a uma ameaça externa, mas sim supervisionar as partes da cidade habitadas pelos judeus - uma função incompatível com uma localização situada a norte do Templo.

### Um complexo fortificado dentro da Cidade de Davi
As fontes disponíveis parecem indicar que a Acra se localizava ao sul do Templo, e, como I Macabeus é uma fonte contemporânea na revolta macabeia, seu relato a respeito da Acra (1:35–38) é considerado o mais confiável. Josefo fornece um relato improvável da destruição do monte sobre o qual a Acra teria sido construída, porém sua descrição do fim da Grande Revolta (70 d.C.) apresenta evidências adicionais que a situam a sul do monte do Templo:
"...no dia seguinte incendiaram o edifício da prisão, o palácio de Acra, o prédio onde se administrava a justiça, o lugar chamado Ofla. O incêndio chegou até o palácio da rainha Helena, construído no meio do monte Acra e consumia com as casas os corpos dos mortos de que as ruas da cidade estavam cheias.— Flávio Josefo, As Guerras dos Judeus, livro VI, 35:482
Como os outros edifícios mencionados no relato ficam todos a sul da Cidade Baixa, isto também situaria a Acra ali. Este relato atesta a persistência do nome "Acra" nesta parte de Jerusalém por muitos anos depois do fim do domínio helenístico, e de que suas cidadelas haviam sido derrubadas, e também pode ser interpretado como se referindo não a um edifício distinto, mas sim a toda uma região da cidade. De fato, diversos trechos do Livro de Macabeus também podem ser lidos com uma interpretação semelhante:
"Tombaram cerca de quinhentos homens de Nicanor, e os outros fugiram para a Cidade de Davi."— I Macabeus 7:32.
"Em seu tempo, expulsou os estrangeiros da região ocupada e os que estavam em Jerusalém, na Cidade de Davi. Eles tinham construído aí a fortaleza [em grego: acra] de onde saíam para profanar as vizinhanças do Templo, causando-lhe grave atentado à sua pureza."— I Macabeus 14:36.
Estes trechos sugerem que, após o saque de Jerusalém realizado por Antíoco IV em 168 a.C., pelo menos parte da Cidade de Davi, ao sul do monte do Templo, teria sido reconstruída como um bairro helenístico fortificado da cidade. Mais que uma cidadela, era uma colônia macedônia, onde renegados judeus e partidários do novo regime podiam viver livremente. Isto também é embasado por evidências arqueológicas, que incluem as ânforas de Rodes e 18 sepulturas descobertas nas encostas orientais da Cidade de Davi, datadas do início do século II a.C., e que não apresentam características semelhantes às práticas funerárias judaicas do período, assemelhando-se mais às práticas usadas nos cemitérios helenísticos da região, como o que foi descoberto em Acre (Ptolemaida).

### Ainda assim, uma cidadela

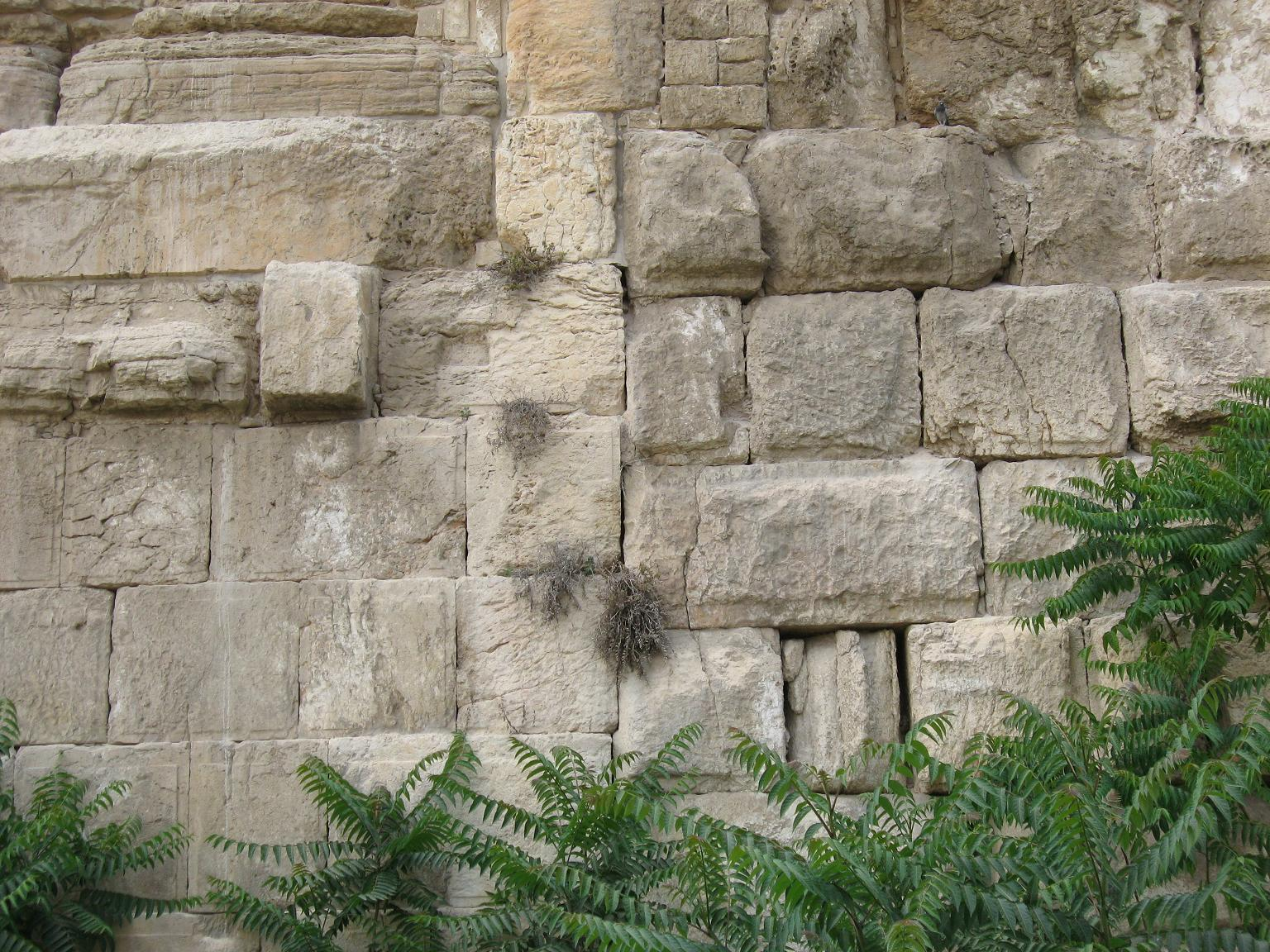
Divisão ao longo do muro oriental do monte do Templo, separando a construção helenística (direita) da herodiana (esquerda)

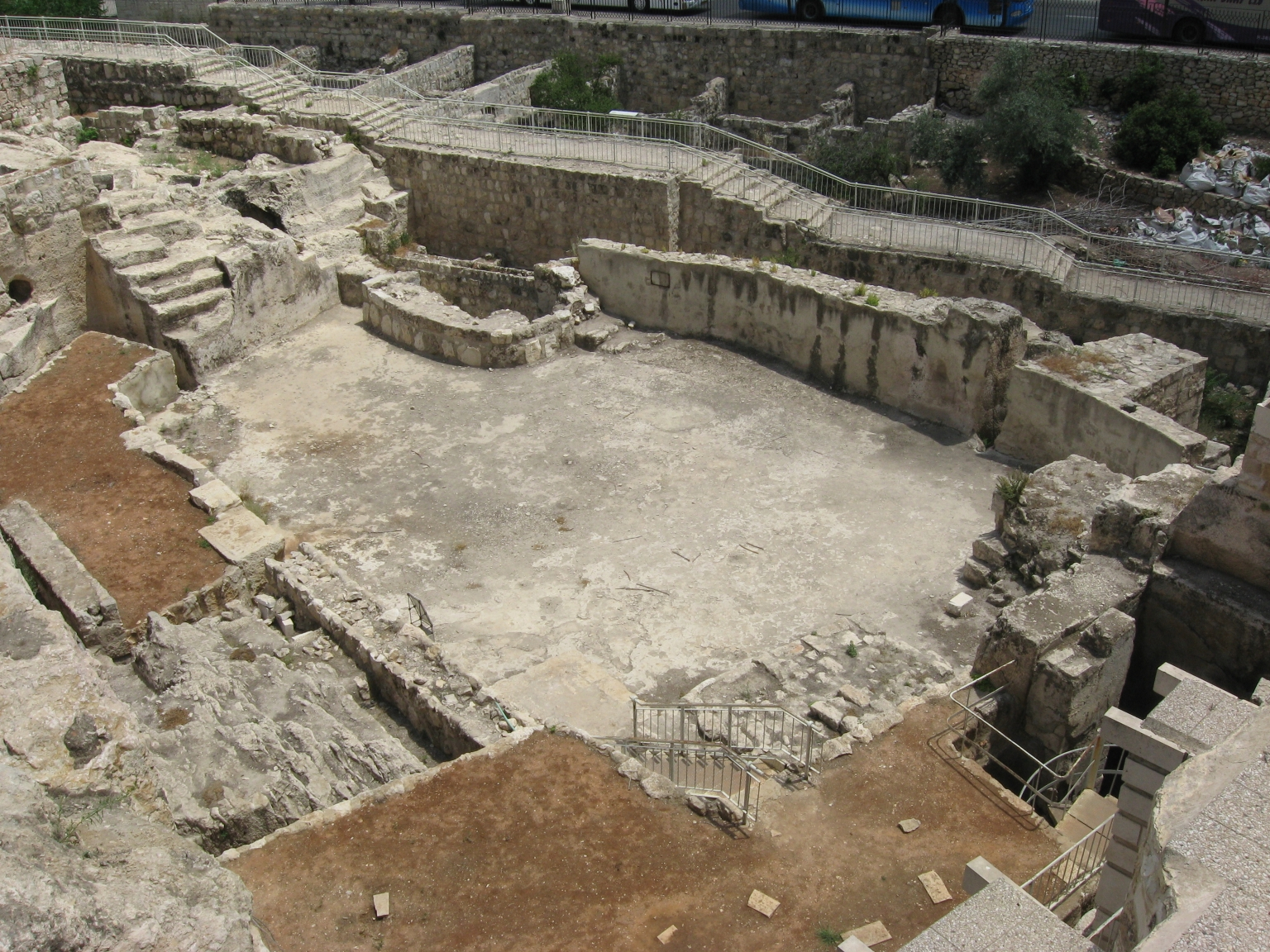
Cisterna de Ofel, possível remanescente da Acra

Mesmo que o nome "Acra" tenha sido utilizado para designar todo um bairro helenístico, e não apenas uma fortaleza, uma cidadela seguramente teve de ser erguida dentro daquele complexo, para alojar a guarnição macedônia que as fontes afirmam que a ocupava. Era comum para uma cidade helenística ter uma cidadela fortificada sobre ou próxima ao ponto mais alto da área contida dentro de seus muros; assim, tenha sido ela parte de um enclave maior ou totalmente independente de suas cercanias, uma cidadela provavelmente existia na ponta norte da Cidade de Davi, bem ao sul do monte do Templo. Os arqueólogos vêm tentando utilizar descobertas das escavações conduzidas na região para determinar com precisão a localização desta cidadela.
Yoram Tsafrir, da Universidade Hebraica de Jerusalém, tentou situar a Acra sob o canto sudeste do recinto do monte do Templo. Tsafrir aponta uma divisão vertical reta na parede leste do recinto como evidência de períodos distintos de construção. A norte desta divisão se encontra uma seção anterior do muro, feita de grandes blocos de silhar, em torno de uma bossa, dispostos de maneira homogênea, à meia-vez. Este estilo de construção é helenístico, e diferente da construção herodiana visível a sul da divisão. Embora a datação exata desta construção não seja conhecida, Tsafrir acredita que seja remanescente das fundações da Acra, que foram incorporadas posteriormente à expansão da plataforma do Templo feita por Herodes, o Grande. Como prova, Tzafrir indica uma semelhança significativa entre os métodos de construção evidentes a norte desta divisão, incluindo o uso de pedras em forma de trapézio, com os métodos empregados na cidade selêucida de Perga, na Ásia Menor. O Primeiro Livro dos Macabeus (1:30) atribui a construção da Acra a um Apolônio, "coletor-chefe" (em hebraico: שר-המיסים, Sar Hamissim) de Antíoco III, no que parece ser um erro antigo de tradução de seu título original, "chefe" (em hebraico: שר; Sar) dos mísios, um povo da Ásia Menor.
Já para o arqueólogo israelense {{ilc|nl=s|Meir Ben-Dov, a Acra se situava exatamente ao sul das Portas de Huldah, na muralha sul da plataforma do monte do Templo herodiano. As escavações feitas por Benjamin Mazar no Ofel, a área contígua à porção meridional da plataforma, descobriram as fundações de uma estrutura colossal e de uma grande cisterna, possivelmente datada do período helenístico; chegou a ser proposta a teoria de que estas seriam restos da Acra, com a estrutura, que tem fileiras de aposentos pequenos e interligados, sendo interpretada como um alojamento de soldados. Estes, por sua vez, foram demolidos e soterrados durante o período asmoneu, o que está de acordo com a descrição de Josefo. As construções dos asmoneus foram, por sua vez, destruídas para que se criasse uma praça pública diante das portas principais que conduziam ao templo, durante as renovações de Herodes.
Diversas cisternas sob o próprio monte do Templo também foram sugeridas como possíveis restos da cidadela selêucida. Entre elas está uma cisterna de 700 mil galões imperiais, com formado de E, cuja porção setentrional está adjacente à linha meridional do recinto do monte do Templo tal como ele é imaginado antes de sua expansão herodiana. Esta cisterna teria sido identificada com a "be'er haqar" ou "bor heqer" mencionada na Mishná, Erubin Tract 10.14, e comumente traduzida, talvez incorretamente, como o "poço frio".
Evidências adicionais para a existência da Acra vêm da descoberta casual, publicada por Shimon Appelbaum, de uma inscrição fragmentária em grego na Cidade Antiga de Jerusalém. A inscrição faz parte de um fragmento do topo de uma estela de arenito, e contém o que pode ser um juramento feito por soldados estacionados na Acra - embora a existência do nome "Acra" no texto tenha sido contestado.